# Scherma ai Giochi della VIII Olimpiade - Fioretto individuale femminile
La competizione della fioretto individuale femminile  di scherma ai Giochi della VIII Olimpiade si tenne i giorni dal 1 al 4 luglio 1924 presso il Vélodrome d'hiver a Parigi

## Risultati

### 1 Turno
Si disputò il 2 luglio. 4 Gruppi le prime tre avanzarono alle semifinali. 
| Pos. | Atleta                     | Nazione       | Vittorie | SF | SC | Incontri | Incontri | Incontri | Incontri | Incontri | Incontri | Incontri |
| Pos. | Atleta                     | Nazione       | Vittorie | SF | SC | OSI      | DAV      | FIT      | HEL      | CON      | HOP      | STO      |
| ---- | -------------------------- | ------------- | -------- | -- | -- | -------- | -------- | -------- | -------- | -------- | -------- | -------- |
| 1    | Ellen Osiier               | Danimarca     | 6        | 30 | 10 | X        | 5-2      | 5-4      | 5-0      | 5-3      | 5-1      | 5-0      |
| 2    | Gladys Davis               | Gran Bretagna | 4        | 24 | 17 | 2-5      | X        | 5-2      | 5-3      | 5-2      | 2-5      | 5-0      |
| 3    | Emma Fitting               | Svizzera      | 3        | 24 | 22 | 4-5      | 2-5      | X        | 3-5      | 5-2      | 5-4      | 5-1      |
| 4    | Elsa Hellquist             | Svezia        | 3        | 22 | 23 | 0-5      | 3-5      | 5-3      | X        | 4-5      | 5-4      | 5-1      |
| 5    | Yvonne Conte               | Francia       | 3        | 22 | 25 | 3-5      | 2-5      | 2-5      | 5-4      | X        | 5-4      | 5-2      |
| 6    | Irma Hopper                | Stati Uniti   | 2        | 23 | 24 | 1-5      | 5-2      | 4-5      | 4-5      | 4-5      | X        | 5-2      |
| 7    | Johanna Stokhuyzen-de Jong | Paesi Bassi   | 0        | 6  | 30 | 0-5      | 0-5      | 1-5      | 1-5      | 2-5      | 2-5      | X        |

| Pos. | Atleta                     | Nazione       | Vittorie | SF | SC | Incontri | Incontri | Incontri | Incontri | Incontri | Incontri |
| Pos. | Atleta                     | Nazione       | Vittorie | SF | SC | PRO      | FRE      | OLS      | BUH      | ADM      | MOR      |
| ---- | -------------------------- | ------------- | -------- | -- | -- | -------- | -------- | -------- | -------- | -------- | -------- |
| 1    | Lucienne Prost             | Francia       | 4        | 24 | 10 | X        | 4-5      | 5-2      | 5-0      | 5-2      | 5-1      |
| 2    | Muriel Freeman             | Gran Bretagna | 4        | 24 | 14 | 5-4      | X        | 4-5      | 5-1      | 5-1      | 5-3      |
| 3    | Hanna Olsen                | Svezia        | 3        | 18 | 17 | 2-5      | 5-4      | X        | 1-5      | 5-1      | 5-2      |
| 4    | Ingeborg Buhl              | Danimarca     | 2        | 15 | 20 | 0-5      | 1-5      | 5-1      | X        | 5-4      | 4-5      |
| 5    | Adriana Admiraal-Meijerink | Paesi Bassi   | 1        | 13 | 22 | 2-5      | 1-5      | 1-5      | 4-5      | X        | 5-2      |
| 6    | Judith Morgenthaler        | Svizzera      | 1        | 13 | 24 | 1-5      | 3-5      | 2-5      | 5-4      | 2-5      | X        |

| Pos. | Atleta          | Nazione       | Vittorie | SF | SC | Incontri | Incontri | Incontri | Incontri | Incontri | Incontri |
| Pos. | Atleta          | Nazione       | Vittorie | SF | SC | DAN      | HAM      | BAR      | BOR      | DE       | DUB      |
| ---- | --------------- | ------------- | -------- | -- | -- | -------- | -------- | -------- | -------- | -------- | -------- |
| 1    | Gladys Daniell  | Gran Bretagna | 5        | 25 | 6  | X        | 5-1      | 5-3      | 5-0      | 5-2      | 5-0      |
| 2    | Ellen Hamilton  | Svezia        | 3        | 19 | 14 | 1-5      | X        | 3-5      | 5-2      | 5-1      | 5-1      |
| 3    | Yutta Barding   | Danimarca     | 3        | 22 | 15 | 3-5      | 5-3      | X        | 4-5      | 5-2      | 5-0      |
| 4    | Michele Bory    | Francia       | 3        | 17 | 18 | 0-5      | 2-5      | 5-4      | X        | 5-3      | 5-1      |
| 5    | Johanna de Boer | Paesi Bassi   | 1        | 13 | 20 | 2-5      | 1-5      | 2-5      | 3-5      | X        | 5-0      |
| 6    | Wanda Dubieńska | Polonia       | 0        | 2  | 25 | 0-5      | 1-5      | 0-5      | 1-5      | 0-5      | X        |

| Pos. | Atleta          | Nazione       | Vittorie | SF | SC | Incontri | Incontri | Incontri | Incontri | Incontri | Incontri |
| Pos. | Atleta          | Nazione       | Vittorie | SF | SC | HEC      | TAS      | TAR      | GEH      | BON      | WAL      |
| ---- | --------------- | ------------- | -------- | -- | -- | -------- | -------- | -------- | -------- | -------- | -------- |
| 1    | Grete Heckscher | Danimarca     | 5        | 25 | 10 | X        | 5-1      | 5-0      | 5-4      | 5-3      | 5-2      |
| 2    | Fernande Tassy  | Francia       | 3        | 20 | 17 | 1-5      | X        | 4-5      | 5-2      | 5-2      | 5-3      |
| 3    | Gizella Tary    | Ungheria      | 3        | 17 | 20 | 0-5      | 5-4      | X        | 5-4      | 2-5      | 5-2      |
| 4    | Adeline Gehrig  | Stati Uniti   | 2        | 20 | 22 | 4-5      | 2-5      | 4-5      | X        | 5-4      | 5-3      |
| 5    | Suzanne Bonnard | Svizzera      | 1        | 17 | 22 | 3-5      | 2-5      | 5-2      | 4-5      | X        | 3-5      |
| 6    | Alice Walker    | Gran Bretagna | 1        | 15 | 23 | 2-5      | 3-5      | 2-5      | 3-5      | 5-3      | X        |

### Semifinali
Si disputò il 3 luglio. 2 Gruppi le prime tre avanzarono alla finale. 
| Pos. | Atleta         | Nazione       | Vittorie | SF | SC | Incontri | Incontri | Incontri | Incontri | Incontri | Incontri |
| Pos. | Atleta         | Nazione       | Vittorie | SF | SC | OSI      | FRE      | BAR      | OLS      | DAN      | TAS      |
| ---- | -------------- | ------------- | -------- | -- | -- | -------- | -------- | -------- | -------- | -------- | -------- |
| 1    | Ellen Osiier   | Danimarca     | 5        | 25 | 10 | X        | 5-2      | 5-1      | 5-2      | 5-3      | 5-2      |
| 2    | Muriel Freeman | Gran Bretagna | 4        | 22 | 15 | 2-5      | X        | 5-1      | 5-2      | 5-4      | 5-3      |
| 3    | Yutta Barding  | Danimarca     | 2        | 16 | 19 | 1-5      | 1-5      | X        | 5-3      | 5-1      | 4-5      |
| 4    | Hanna Olsen    | Svezia        | 2        | 17 | 20 | 2-5      | 2-5      | 3-5      | X        | 5-4      | 5-1      |
| 5    | Gladys Daniell | Gran Bretagna | 1        | 17 | 20 | 3-5      | 4-5      | 1-5      | 4-5      | X        | 5-0      |
| 6    | Fernande Tassy | Francia       | 1        | 11 | 24 | 2-5      | 3-5      | 5-4      | 1-5      | 0-5      | X        |

| Pos. | Atleta          | Nazione       | Vittorie | SF | SC | Incontri | Incontri | Incontri | Incontri | Incontri | Incontri |
| Pos. | Atleta          | Nazione       | Vittorie | SF | SC | DAV      | HEC      | TAR      | PRO      | FIT      | HAM      |
| ---- | --------------- | ------------- | -------- | -- | -- | -------- | -------- | -------- | -------- | -------- | -------- |
| 1    | Gladys Davis    | Gran Bretagna | 5        | 25 | 15 | X        | 5-4      | 5-2      | 5-4      | 5-3      | 5-2      |
| 2    | Grete Heckscher | Danimarca     | 4        | 24 | 10 | 4-5      | X        | 5-1      | 5-2      | 5-1      | 5-1      |
| 3    | Gizella Tary    | Ungheria      | 3        | 18 | 19 | 2-5      | 1-5      | X        | 5-3      | 5-4      | 5-2      |
| 4    | Lucienne Prost  | Francia       | 2        | 19 | 18 | 4-5      | 2-5      | 3-5      | X        | 5-3      | 5-0      |
| 5    | Emma Fitting    | Svizzera      | 1        | 16 | 23 | 3-5      | 1-5      | 4-5      | 3-5      | X        | 5-3      |
| 6    | Ellen Hamilton  | Svezia        | 0        | 8  | 25 | 2-5      | 1-5      | 2-5      | 0-5      | 3-5      | X        |

### Finale
Si disputò il 4 luglio.
| Pos.    | Atleta          | Nazione       | Vittorie | SF | SC | Incontri | Incontri | Incontri | Incontri | Incontri | Incontri |
| Pos.    | Atleta          | Nazione       | Vittorie | SF | SC | OSI      | DAV      | HEC      | FRE      | BAR      | TAR      |
| ------- | --------------- | ------------- | -------- | -- | -- | -------- | -------- | -------- | -------- | -------- | -------- |
| Oro     | Ellen Osiier    | Danimarca     | 5        | 25 | 14 | X        | 5-3      | 5-3      | 5-2      | 5-4      | 5-2      |
| Argento | Gladys Davis    | Gran Bretagna | 4        | 23 | 16 | 3-5      | X        | 5-4      | 5-2      | 5-4      | 5-1      |
| Bronzo  | Grete Heckscher | Danimarca     | 3        | 22 | 16 | 3-5      | 4-5      | X        | 5-3      | 5-3      | 5-0      |
| 4       | Muriel Freeman  | Gran Bretagna | 2        | 17 | 19 | 2-5      | 2-5      | 3-5      | X        | 5-3      | 5-1      |
| 5       | Yutta Barding   | Danimarca     | 1        | 19 | 22 | 4-5      | 4-5      | 3-5      | 3-5      | X        | 5-2      |
| 6       | Gizella Tary    | Ungheria      | 0        | 6  | 25 | 2-5      | 1-5      | 0-5      | 1-5      | 2-5      | X        |